# Ільїнськ
Ільї́нськ (рос. Ильинск, удм. Ильинск) — присілок в Малопургинському районі Удмуртії, Росія.

## Населення
Населення — 2 особи (2010; 6 в 2002).
Національний склад станом на 2002 рік:
- росіяни — 50 %
- удмурти — 33 %